# Tetraena prismatocarpa
Tetraena prismatocarpa är en pockenholtsväxtart som först beskrevs av Otto Wilhelm Sonder, och fick sitt nu gällande namn av Beier & Thulin. Tetraena prismatocarpa ingår i släktet Tetraena och familjen pockenholtsväxter. Inga underarter finns listade i Catalogue of Life.